# ケランジィ
ケランジィ（学名: Dalbergia cochinchinensis）はツルサイカチ属のマメ科の種である。タイ・ローズウッド（Thailand Rosewood）、サイアミーズ・ローズウッド（Siamese Rosewood）と呼ぶ場合もある。トラックウッド（Tracwood）ともいう。

## 分布・生育地
カンボジア、ラオス、タイ、ベトナムにみられる。